# Anodendron nervosum
Anodendron nervosum är en oleanderväxtart som beskrevs av Kerr. Anodendron nervosum ingår i släktet Anodendron och familjen oleanderväxter. Inga underarter finns listade i Catalogue of Life.